# Baracconi in periferia
Baracconi in periferia è un dipinto di Beppe Guzzi. Eseguito nel 1955, appartiene alle collezioni d'arte della Fondazione Cariplo.

## Descrizione
Si tratta di una veduta di periferia, tema prediletto da Guzzi, in cui gli elementi della composizione sono raffigurati con una decisa tendenza all'astrazione, resa dalla semplicità del disegno, dall'utilizzo di colori puri e dall'accentuazione delle ombre.

## Storia
Il dipinto venne esposto alla VII Quadriennale nazionale d'arte di Roma (1955-56) e in quell'occasione acquistato dalla Cariplo.